# Tom Harald Hagen
Tom Harald Hagen (* 1. April 1978) ist ein norwegischer Fußballschiedsrichter aus Grue in der Provinz Innlandet.
Er begann 1994 seine Schiedsrichterkarriere. Er debütierte in der Tippeligaen am 21. Spieltag des Jahres 2006, nachdem er über 50 Spiele in der zweithöchsten Liga Norwegens, der Adeccoligaen, geleitet hatte.
Er amtierte im Norwegischen Fußballpokalfinale 2010 zwischen Stromsgodset IF und Follo Fotball. Hagen arbeitet neben der Schiedsrichterei als Lehrer.
Seit 2009 ist er FIFA-Schiedsrichter und leitete bisher vorwiegend Spiele der UEFA Europa League und EM-Qualifikationsspiele. Am 19. Oktober 2011 leitete er sein erstes UEFA-Champions-League-Spiel, als der AC Mailand im Giuseppe-Meazza-Stadion auf BATE Baryssau traf.
Im Sommer 2012 hatte er als vierter Offizieller an der Fußball-Europameisterschaft 2012 teilgenommen.
Ende Oktober 2020 outete Hagen sich als erster Mann im norwegischen Spitzenfußball als homosexuell. Das Coming-out wurde in Norwegen vielfach positiv medial und politisch rezipiert, unter anderem auch von Abid Raja, Minister für Kultur und Gleichstellung.